# Inordinatosphaera
Inordinatosphaera es un género de foraminífero planctónico de la subfamilia Porticulasphaerinae, de la familia Globigerinidae, de la superfamilia Globigerinoidea, del suborden Globigerinina y del orden Globigerinida. Su especie tipo es Inordinatosphaera indica. Su rango cronoestratigráfico abarca el Luteciense (Eoceno medio).

## Descripción
Inordinatosphaera incluía especies con conchas trocoespiraladas, y de forma globosa a subesférica; inicialmente trocospira baja, después alta, y finalmente estreptoespiralada;; sus cámaras eran ovaladas a hemiesféricas, creciendo en tamaño de manera rápida, , generalmente con 4,5 a 5 cámaras en el estadio inicial, y 3 o 4 últimas cámaras abrazadoras que tapan el ombligo; sus suturas intercamerales eran rectas o curvas y niveladas o ligeramente incididas; su contorno ecuatorial era redondeado y ligeramente lobulado; su periferia era redondeada; su ombligo era pequeño y somero; en el estadio inicial su abertura principal era interiomarginal, umbilical (intraumbilical), con forma de arco pequeño; en el estadio final, presentaba múltiples aberturas suplementarias suturales, cubiertas por grandes bullas meandriformes formadas en más de una serie y bordeadas por numerosas aberturas accesorias infralaminales; presentaban pared calcítica hialina radial, perforada con poros en copa, y superficie reticulada y espinosa (con bases de espinas).

## Discusión
Algunos autores han considerado este género problemático por precisar de un reestudio de su especie tipo, ya que podría tratarse tan sólo de una forma de trocospira inusualmente alta de Globigerinatheka.

## Paleoecología
Inordinatosphaera incluía especies con un modo de vida planctónico, de distribución latitudinal tropical (Índico), y habitantes pelágicos de aguas superficiales (medio epipelágico superior).

## Clasificación
Inordinatosphaera incluye a la siguiente especie:
- Inordinatosphaera indica †